# Sprogø

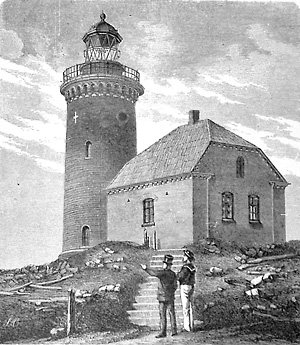
Illustrazione del tardo ‘800 del Faro di Sprogø

Sprogø (AFI:ˈ/spʁɔwˌøˀ/) è una piccola isola Danese, situata sulla Grande Belt, lo stretto che separa le principali isole danesi di Fionia e Selandia. È situata all’incirca a metà dello stretto, a 6.7 km dalla costa di Selandia e 8 km dalla costa di Fionia.
Sebbene in Danese sprog significhi Lingua, il nome dell’isola fu originariamente coniato nel XII secolo come  Sproøe col significato di isola degli esploratori, dall’antico verbo Danese spro (esplorare).
Oggi l’isola è attraversata dalla Storebæltsbroen, una serie di strade, ponti e tunnel; è connessa con Fionia da un ponte stradale ed un ponte ferroviario, e con Selandia  da un ponte sospeso stradale ed un doppio tunnel ferroviario. Durante la costruzione l’isola fu significativamente rimodellata, con un prosciugamento che ampliò la superficie da 38 a 154 ettari.
Sulla parte originaria di Sprogø si trovano resti di edifici risalenti al principio del XII secolo, un forte costruito per ordine di Valdemaro il Grande. Durante I lavori di costruzione, sono state effettuate estese ricerche archeologiche, e si è potuto constatare che i primi abitanti arrivarono sull’isola più di 8000 anni fa.
Oggi l’isola non ha una popolazione permanente, ma è utilizzata dalla Sund og Bælt, la società che possiede e gestisce i ponti. È inoltre una riserva naturale, dove vengono organizzati percorsi di visita.
Sprogø è stata una delle stazioni della linea telegrafica ottica sullo Storebælt, Storebæltstelegrafen, fra Nyborg e Korsør, in attività fra il 1801 ed il 1865. 
Negli anni fra il 1923 ed il 1961 
l’isola fu utilizzata per isolare donne ritenute patologicamente promiscue dal punto di vista sessuale e di basso quoziente intellettivo, con l’intento di prevenire gravidanze che potessero dare continuità ad un patrimonio genetico ritenuto insano. All’epoca tale pratica veniva considerata legale per le donne che si trovavano già in stato di reclusione.
Il faro, visibile nella foto, fu costruito dai servizi postali nel 1868, in sostituzione di una struttura del 1809 costruita a sua volta sulle fondamenta del forte del XII secolo.

## Nella cultura di massa
Nel 2010, lo scrittore danese Jussi Adler-Olsen ha pubblicato Paziente 64, romanzo poliziesco della serie Sezione Q, la cui protagonista è stata detenuta nel manicomio e luogo di internamento per disabili, dal 1955 al 1961.
Nel 2018, dal romanzo,  è stato realizzato il film Paziente 64 - Il giallo dell'isola dimenticata con la regia di Christoffer Boe in cui si fa riferimento al vergognoso istituto di detenzione femminile presente sull'isola e alle pratiche di sterilizzazione forzata che vi venivano praticate.